# والتر آرنت
والتر آرنت (انگلیسی: Walter Arendt; زاده ۱۷ ژانویهٔ ۱۹۲۵ – درگذشته ۷ مارس ۲۰۰۵) سیاستمدار و سندیکاچی اهل آلمان بود.
والتر آرنت در ۷ مارس ۲۰۰۵، در سن ۸۰ سالگی درگذشت.